# 竹崎克彦
竹崎 克彦（たけざき かつひこ、1940年8月7日 -  ）は、日本の経営者。百十四銀行頭取を務めた。

## 来歴・人物
岡山県出身。1963年に岡山大学法文学部を卒業し、同年4月に百十四銀行に入行した。1997年6月に取締役に就任し、2000年6月に常務、2002年6月に専務を経て、2004年6月に頭取に就任。2009年6月に会長に就任し、2018年11月には相談役に就任。
2018年4月に旭日中綬章を受章した。